# Turre
Turre és una localitat de la província d'Almeria. L'any 2005 tenia 2.884 habitants. La seva extensió superficial és de 108 km² i té una densitat de 26,7 hab/km². Les seves coordenades geogràfiques són 37° 09′ N, 1° 53′ O. Està situada a una altitud de 53 metres i a 85 quilòmetres de la capital de la província, Almeria.

## Demografia
| 1996  | 1998  | 1999  | 2000  | 2001  | 2002  | 2003  | 2004  | 2005  | 2006  |
| ----- | ----- | ----- | ----- | ----- | ----- | ----- | ----- | ----- | ----- |
| 2.157 | 2.151 | 2.233 | 2.331 | 2.365 | 2.453 | 2.547 | 2.656 | 2.884 | 3.045 |